# Утін Микола Ісакович
Утін Микола Ісакович (рос. Утин Николай Исаакович) (1841, Херсон — 1883, Петербург) — учасник революційного руху 1860-1870-х років, глава Російської секції Першого Інтернаціоналу.

## Біографія
Народився в єврейській родині купця-мільйонера. У 1858 році вступив на Історико-філологічний факультет Санкт-Петербурзького державного університету і до осені 1861 року був старанним студентом. Його робота про « Аполлонія Тіанського» була удостоєна золотої медалі за «глибоку наукову обґрунтованість», хоча суперником його виступив не хто інший, як Писарєв Дмитро Іванович, який отримав за роботу на ту ж тему лише срібну медаль.
Один з керівників масових студентських хвилювань осені 1861 року, був заарештований і до грудня містився в  Петропавлівської фортеці. Був тісно пов'язаний з  Чернишевським, який через нього був в курсі студентського руху. Наскільки були тісні його зв'язку з Чернишевським, видно з того, що останній під час арешту просив саме М. Утіна передати певні відомості. В опублікованому згодом доносі на Чернишевського (від 5 червня 1862 роки) анонімний автор, звинувачуючи Чернишевського в «розпалюванні молоді», називав М. Утіна «правою рукою Чернишевського». «Юнака б за кордон, — писав донощик, — але назавжди, а М. Г. — куди хочете» …
У 1862 році Утін вступив в таємне товариство «Земля і воля», в листопаді обраний членом ЦК, брав участь у створенні таємних друкарень. У зв'язку із загрозою арешту в 1863 року емігрував (в листопаді 1865 року заочно засуджений до смертної кари). В еміграції зблизився з  О. І. Герценом і  М. П. Огарьовим, займався доставкою їх видань в Росію. Незабаром із-за ідейних і особистих розбіжностей порвав з Герценом, в кінці 1864 — початку 1865 року на з'їзді російських емігрантів в  Женеві виступив його противником. З середини 1860-х років — один з лідерів так званої молодої еміграції.
У 1867 році в  Швейцарії вступив в 1-й Інтернаціонал, член його Слов'янської і творець Російської секції (в 1870-1872 роках — секретар), в 1868—1870 роках — один з редакторів журналу Народна справа (Женева), який видавав разом з  Бакуніним. Одним з його помічників і агентів Російської секції був Крупський Костянтин Гнатович — батько  Н. К. Крупської. З кінця 1860-х років підтримував тісні зв'язки з  К. Марксом. На прохання Утіна К. Маркс став почесним секретарем-кореспондентом Російської секції Інтернаціоналу. У 1870—1871 роках брав участь у редагуванні газети «Егаліте» («L'Egalite») — органу Женевської секції Інтернаціоналу, був делегатом Лондонської конференції Інтернаціоналу (1871). Навесні 1869 року, коли  Нечаєв прибув після студентських заворушень в Женеву і зачарував Бакуніна, Утін застерігав його від Нечаєва, а потім зовсім розійшовся з ним. Взаємне роздратування було таке велике, що бакуністи напали на Утіна і вчинили над ним кулачну розправу. Утін, зі свого боку, зібрав всі матеріали, що характеризували анархізм Бакуніна і авантюризм Нечаєва, і виклав їх в брошурі, надрукованій в 1873 році на французькій і німецькій мовах.
Однак боротьба з Бакуніним, мабуть, стомила Утіна. Вийшовши переможцем, він відчув себе розбитим морально. До середини 1870-х відійшов від революційного руху, служив на підприємствах  Л. С. Полякова в  Румунії. У 1877 році подав імператору  Олександру II прохання про помилування. Прохання Утіна була задоволене. У 1878 році повернувся в Росію, кінець життя провів на Уралі, керуючи Сергінсько-Уфалейськими гірничими заводами барона Гинцбурга.
Прохання про помилування і від'їзд Утіна в Росію дав  Лавров привід сказати про це з гіркотою, як «про одне з ранніх прикладів відкритого ренегатства в рядах російського соціалізму».
Помер в 1883 році в Санкт-Петербурзі. Похований на Новодівичому кладовищі в Санкт-Петербурзі.

## Сім'я
Дружина Миколи Утіна — Наталя Іеронімовна Корсини, дочка відомого петербурзького архітектора Ієроніма Домінікович Корсини.
Його брати: Борис (1832—1872, професор Санкт-Петербурзького університету) і Євген (1843—1894, адвокат, публіцист, військовий кореспондент.